# إقليم شيلندا
إقليم شيلندا أو إقليم زيلندا (بالدنماركية: Region Själland) هو أحد أقاليم الدنمارك. يقدر عدد سكانه بـ 816,670 نسمة ومساحته 7,273 كم2 .